# Viajero del Alba
El Viajero del Alba, también conocido como Explorador del Amanecer, es un buque ficticio que capitanea el príncipe Caspian en el libro La Travesía del Viajero del Alba.

## Características
Lewis describe al Viajero del Alba como un barco pequeño, con una cabeza de dragón en la proa y una cola de este mismo animal en la popa, con dos alas también, una en la sección estribor-proa y otra en la sección babor-proa, también un solo mastíl en la parte central con una sola vela de color morado-azuloso y muy grande, y posee remos a ambos costados del barco, pero solo se usan cuando hay poco viento al salir del puerto.
En ese barco viajan Edmund, Lucy, Eustace (primo de los Pevensie), Caspian y sus súdbitos.

## Travesía por el océano oriental
- Datos: Q5242528